# L'Énigmatique M. Moto
Pour plus de détails, voir Fiche technique et Distribution.
L'Énigmatique M. Moto (Think Fast, Mr. Moto) est un film américain réalisé par Norman Foster, sorti en 1937. Il s'agit du premier volet (sur 8) de Monsieur Moto.

## Synopsis
M. Moto, déguisé en vendeur de rue, vend des marchandises aux passants. Il voit alors un homme sortir d'un magasin avec un tatouage du drapeau britannique sur son bras. Moto entre dans la boutique pour vendre un diamant rare au propriétaire. Cependant, il voit un corps fourré dans un panier en osier dans le magasin et utilisant sa maîtrise du judo , abat le commerçant. Plus tard, il réserve une place sur un cargo à destination de Shanghai. A bord, se trouve Bob Hitchings Jr., fils du propriétaire du navire. Avant de partir, Hitchings Sr. donne à son fils une lettre confidentielle pour le chef de la succursale de Shanghai de l'entreprise. Hitchings et Moto deviennent amis (Moto remarque la lettre), et Moto aide Hitchings à soigner une gueule de bois. Hitchings se plaint à Moto de n'avoir rencontré aucune belle femme à bord. Après une escale à Honolulu , une belle femme nommée Gloria Danton monte à bord du navire, et elle et Hitchings tombent amoureux. Mais Gloria est une espionne de Nicolas Marloff, qui dirige une opération de contrebande depuis Shanghai. Elle lui envoie périodiquement des notes et part sans dire au revoir à Hitchings. Moto trouve un steward à la recherche de la lettre de Hitchings et le confronte, sachant qu'il est la personne qui a tué l'homme dans le panier en osier, car il porte le tatouage. Moto jette l'homme par-dessus bord et prend la lettre.
A Shanghai, Hitchings rencontre Joseph B. Wilkie et lui donne la lettre, mais apprend plus tard qu'il s'agit d'une feuille de papier vierge. Il appelle son père, qui lui dit que la lettre disait de faire attention aux passeurs. Hitchings est déterminé à retrouver Gloria, et il apprend d'un inconnu qu'elle est au "club international". Lui et Wilkie y vont, ainsi que Moto et sa cavalière, Lela Liu. Hitchings trouve Gloria en train de jouer au club et se rend dans sa loge. Cependant, le propriétaire du club, Marloff, les découvre ensemble et, sachant que Hitchings en sait trop, les enferme tous les deux. Moto dit à Lela d'appeler la police et cherche Marloff. Se faisant passer pour un contrebandier, il trompe Marloff pour qu'il le conduise à Gloria et Hitchings. Lela est abattue alors qu'elle contacte la police, mais parvient à leur dire où elle se trouve. Wilkie trouve Marloff, et exige que Gloria et Hitchings soient libérés. Marloff découvre que Moto n'est pas un passeur, puis Moto l'appréhende. Moto dit à Wilkie de récupérer l'arme de Marloff, l'arme explose alors que Wilkie tente de l'attraper, tuant Marloff. La police prend d'assaut le bâtiment et Moto leur dit que Wilkie a dirigé l'opération de contrebande. Wilkie a remplacé la lettre et a tiré sur Lela. Moto a donné à Wilkie l'opportunité de tuer Marloff, qui savait qu'il était dans le complot, et il l'a fait. Wilkie est arrêté et les choses reviennent à la normale. Wilkie a remplacé la lettre et a tiré sur Lela. Moto a donné à Wilkie l'opportunité de tuer Marloff, qui savait qu'il était dans le complot, et il l'a fait. Wilkie est arrêté et les choses reviennent à la normale. Wilkie a remplacé la lettre et a tiré sur Lela. Moto a donné à Wilkie l'opportunité de tuer Marloff, qui savait qu'il était dans le complot, et il l'a fait. Wilkie est arrêté et les choses reviennent à la normale.

## Fiche technique
- Titre original : Think Fast, Mr. Moto
- Titre français : L'Énigmatique M. Moto
- Réalisation : Norman Foster
- Scénario : Norman Foster et Howard Ellis Smith d'après Think Fast, Mr Moto de John P. Marquand
- Photographie : Harry Jackson
- Montage : Alex Troffey (en)
- Société de production : 20th Century Fox
- Pays d'origine : États-Unis
- Format : Noir et blanc - 1,37:1
- Genre : policier
- Date de sortie : 1937

## Distribution
- Peter Lorre : Monsieur Moto
- Virginia Field : Gloria Danton
- Thomas Beck : Bob Hitchings
- Sig Ruman : Nicolas Marloff
- Murray Kinnell : Joseph Wilkie
- John Rogers : Carson
- Lotus Long : Lela Liu
- George Cooper : Muggs Blake
- J. Carrol Naish : Adram